# Tabanus siassensis
Tabanus siassensis är en tvåvingeart som beskrevs av M. Josephine Mackerras 1964. Tabanus siassensis ingår i släktet Tabanus och familjen bromsar. Inga underarter finns listade i Catalogue of Life.